# ديمتري سيبياجين

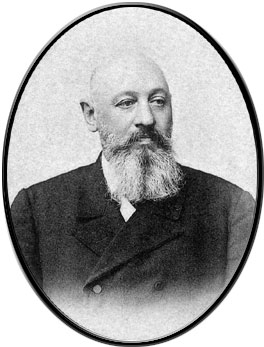

ديمتري سيبياجين (بالروسية:Дми́трий Серге́евич Сипя́гин) (ولد في 15 مارس 1853 - واغتيل في 2 أبريل 1902) هو رجل دولة روسي.اخر منصب كان قد تقلده هو وزير الداخلية في الإمبراطورية الروسية، اغتيل في قصر مارينسكي من قبل الاشتراكي الثوري ستيبان بالماشوف .